# Jhalokati Sadar
Jhalokati Sadar är ett underdistrikt i Bangladesh. Det ligger i den södra delen av landet, 120 km söder om huvudstaden Dhaka.
Trakten runt Jhalokati Sadar består till största delen av jordbruksmark. Runt Jhalokati Sadar är det mycket tätbefolkat, med 1 177 invånare per kvadratkilometer.